# Longview (Texas)
Longview é uma cidade localizada no estado norte-americano do Texas, no Condado de Gregg e Condado de Harrison. A cidade foi fundada em década de 1860, e incorporada em 17 de maio de 1871.

## Demografia
Segundo o censo norte-americano de 2000, a sua população era de 73.344 habitantes.
Em 2006, foi estimada uma população de 76.524, um aumento de 3180 (4.3%).

## Geografia
De acordo com o United States Census Bureau tem uma área de
141,9 km², dos quais 141,6 km² cobertos por terra e 0,3 km² cobertos por água.

## Localidades na vizinhança
O diagrama seguinte representa as localidades num raio de 16 km ao redor de Longview.